# Boszporusz
A Boszporusz (görögül: Βόσπορος, törökül: Boğaziçi vagy İstanbul Boğazı) Európát Ázsiától elválasztó tengerszoros, amely a Fekete-tengert (törökül: Karadeniz, görögül: Μαύρη Θάλασσα) a Márvány-tengerrel (törökül: Marmara Denizi, görögül: Θάλασσα του Μαρμαρά) köti össze.

## Nevének eredete
Nevét (βους, bosz ~ ökör, πορος, porosz ~ gázló) egy görög mítosz onnan magyarázza, hogy Ió, tehénné változása után, ezen a szoroson úszott keresztül. Török nevének (İstanbul Boğazı) jelentése „Isztambul torka” vagy „isztambuli szoros” Ugyanezt a nevet használták a görögök a Kercsi-szoros megnevezésére is, ezért a ma is használatos Boszporuszt Trák Boszporosz, a Kercsi-szorost pedig Kimmer Boszporosz néven különböztették meg. Az utóbbinál alakult ki a Boszporoszi Királyság. A Boszporusz név a görög alak latinosított Bosporus alakjából származik.

## Jellemzői
A 30 km hosszú szoros Törökországban, Isztambulnál található, így partjai sűrűn lakottak. A szoros északi, fekete-tengeri bejáratánál a legszélesebb, ott 3700 méter, míg Anadolu hisarı (Anatólia) és Rumeli hisarı között 750 méter a legkeskenyebb szakasza.
Mélysége a középvonal mentén 36 és 124 m között változik, átlagosan 65 m. Legmélyebb pontján, Kandilli és Bebek között 110 m mély. Legsekélyebb részei Kadıköy İnciburnu közelében (18 m) és Aşiyan mellett (13 m) találhatók.
A felszíni áramlás, amely helyenként igen erős, a Fekete-tenger felől a Márvány-tenger felé irányul, a felszín alatt haladó áramlás ellenkező irányt követ: ennek tulajdonítandó, hogy a Fekete-tenger sótartalma, a belé torkolló folyók nagy mennyiségű édes vize ellenére sem csökken.

## Történelme

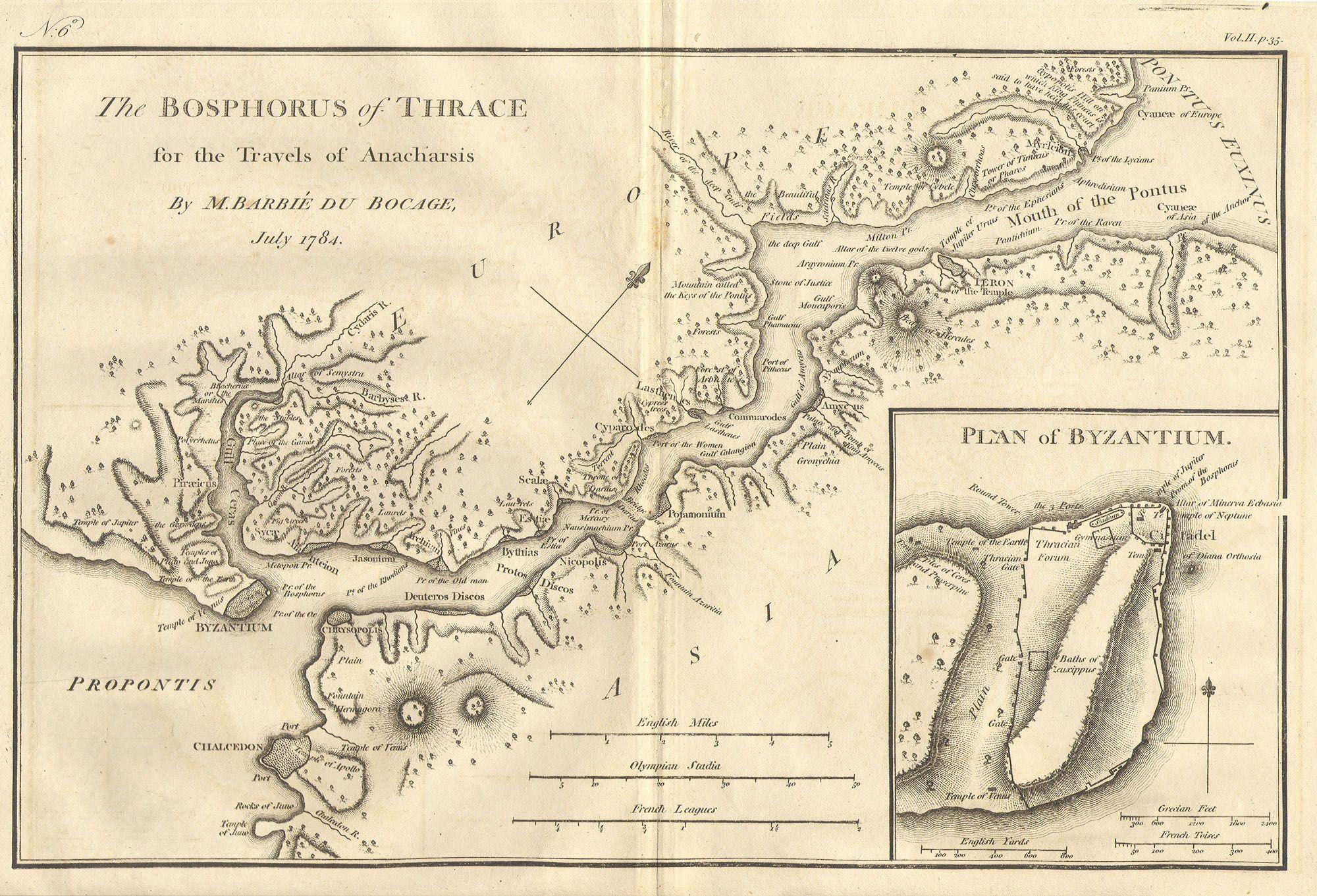
A Boszporusz térképe, 1784

Keletkezését i. e. 5600 körülre teszik, amikor a Földközi-tenger–Márvány-tenger emelkedő vize utat talált és áttört a Fekete-tenger felé, mely akkoriban édesvizű tó volt. Egyesek szerint a hirtelen vízbetörés nyomán a Fekete-tenger megművelt északi partjain keletkező súlyos áradás lehetett az alapja a Gilgames-eposzban is leírt vízözönnek.
A Boszporusz mindig is stratégiailag és kereskedelmileg fontos helyszín volt. I. e. 667 körül a görögök alapítottak itt Büzantion néven települést, így biztosítva például Athén számára a Szkítia felől érkező gabonaszállítmányokat. I. Konstantin számára is az egyik fő szempont a hely kiváló stratégiai adottságai lehettek, amikor 330-ban itt alapította meg új fővárosát, Konstantinápolyt.
A szoros a közelmúlt történelmében is fontos stratégiai pont volt, lásd például az első világháború során a Szövetséges Erők támadását a Dardanelláknál.

### Erődjei
Mielőtt az Oszmán Birodalom 1453-ban elfoglalta és fővárosává tette volna Konstantinápolyt, két jelentős erődöt is építettek a Boszporusz partján: 1393-ban I. Beyazıt a keleti parton az Anadolu Hisarı-t (Ázsiai Erőd), majd II. Mehmed 1452-ben, épp szemben az előzővel, a Rumelihisarı-t (Európai Erőd), ezzel ellenőrizve az ostromlott város vízi forgalmát.
A szoros két partján lévő erődöt a szultán megbízására báró Tóth Ferenc tervei alapján építették. Az egyik erődöt máig Magyar Erődnek nevezik. Az Anadolu kavagi erőd alatti városrész fő utcáját Macar Tabialar caddesinek, azaz Magyar ágyúk utcájának hívják.

### Palotái
A festői tengerszoros mentén természetesen paloták is épültek, egyik említésre méltó a Dolmabahçe palota, mely a 19. században épült az oszmán szultánok számára, az addigra elavult Topkapı palota felváltására.

## Átkelők a szoroson
Három függőhíd és két alagút keresztezi:
- Július 15. vértanúinak hídja: Az első hidat 1973, október 29-én adták át. Az 1074 méter hosszú Július 15. vértanúinak hídja (korábban Boszporusz híd) Törökország függetlenségének 50 éves évfordulójára épült.
- Győzedelmes Mehmed szultán híd: A másodikként 5 km-re északabbra, 1988-ban épült fel és 1090 méter hosszú, ezzel 2004-ben a 11. leghosszabb híd volt a világon.
- Vitéz Szelim szultán híd: A harmadik pedig a szoros északi szakaszán, Garipçe és Poyraz között 2016-ban épült, 2164 m hosszú, közúti és vasúti híd egyben.
- Marmaray alagút: Gyorsvasúti alagút a Boszporusz alatt, 2013-ban készült el.
- Eurázsia-alagút: Az Isztambul déli autópályáit összekötő első közúti alagútként 2016-ban adták át. A kétszintes föld alatti átkelőt akkoriban a világ legmélyebb és legszélesebb alagútjaként tartották számon.[2]